# Friedrich Eduard Reusch

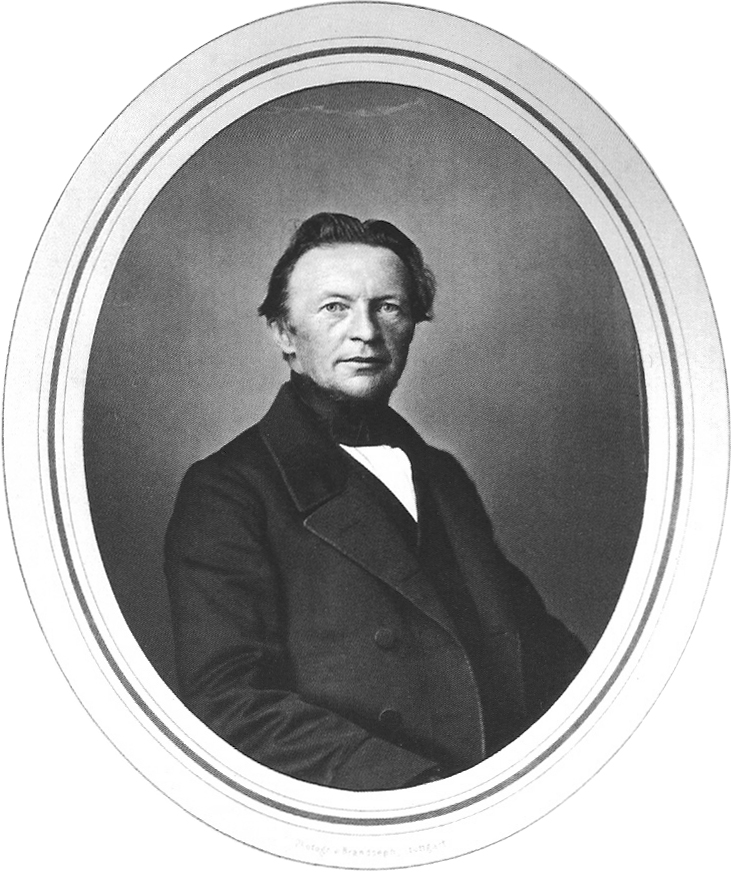
Friedrich Eduard Reusch

Friedrich Eduard Reusch (auch von Reusch; * 17. April 1812 in Kirchheim unter Teck; † 22. Juli 1891 in Stuttgart) war ein deutscher Physiker.

## Leben und Leistungen
Friedrich Eduard Reusch besuchte die Lateinschule seines Ortes, von 1826 bis 1830 das theologische Seminar in Urach und von 1830 bis 1834 das theologische Stift in Tübingen. Er studierte von 1835 bis 1837 an der École polytechnique und danach an der Sorbonne in Paris. Reusch war zuerst Oberreallehrer und Lehrer für Mechanik und Maschinenlehre am Polytechnikum Stuttgart, bevor er von 1851 bis 1884 ordentlicher Professor für Physik an der Universität Tübingen, als Nachfolger von Johann Gottlieb Nörrenberg, wurde. Dort hielt er auch an der staatswirtschaftlichen Fakultät Vorträge über Maschinenlehre und Technik (1855–1871).
Am 6. Oktober 1873 wurde er zum Mitglied der Leopoldina für die Fachsektion Physik und Meteorologie ernannt.

## Schriften
- Krümmungsgeseze der sphärischen Kurven besonders der sphärischen Evolvente nebst Andeutungen über die Anwendbarkeit der letzteren bei konischen Räderwerken, Heilbronn 1838.

- Die gezwungene Bewegung des Atoms, Guttenberg, Stuttgart 1846.
- Der Spitzbogen und die Grundlinien seines Masswerks. Ein geometrischer Beitrag zur Ornamentistik des Mittelalters, Müller, Stuttgart 1854.
- Beiträge zu den Elementen der Katoptrik und Dioptrik, Tübingen 1857.
- Über gewisse Strömungsgebilde im Innern von Flüssigkeiten und deren morphologische Bedeutung, Laupp, Tübingen 1860.
- Theorie der Cylinderlinsen, Teubner, Leipzig 1868.
- Constructionen zur Lehre von den Haupt- und Brennpunkten eines Linsensystems, Teubner, Leipzig 1870.
- Die stereographische Projection, Teubner, Leipzig 1881.